# Кикладска цивилизација
Кикладска цивилизација је култура касног неолита и раног бронзаног доба која се развила на острвима Киклади у Егејском мору. Трајала је приближно од 3000. године п. н. е до 2000. година п. н. е.

## Географија
Архипелаг Киклади налази се у центру Егеја, између Спорада и Крита, и између Пелопонеза и Анадолије. Име су добили по приближно кружном распореду острва (киклос на грчком значи круг). У центру овог круга се налази Делос, острво које је сматрано светим завичајем бога Аполона. Друга већа острва су: Миконос, Парос, Милос, Сифнос, Аморгос, Тинос, Серифос и Санторини. 

## Историја
На Кикладима је цветала је цивилизација која је 2.000 година претходила Класичној грчкој цивилизацији, а неколико векова пре Минојске цивилизације на Криту.
Кикладска цивилизација посебно је позната по равним фигурама, углавном женских ликова, исклесаним опсидијаном од белог мермера. Ове фигуре се називају Кикладски идоли. Оне су пронађене у подручју од Португала до делте Дунава, што говори о динамизму ове цивилизације.
Кикладска цивилизација је неолитска цивилизација која је комбиновала елементе настале на грчком копну пре 4000. године п. н. е. То се види по доказима о гајењу дивљег хмеља, узгоју коза, оваца и свиња, и ловљењу туне копљима из малих чунова. Археолошка налазишта на Кеи сведоче о преради бронзе. На већини Кикладских острва живело је до пар хиљада људи. У познијем добу кикладски бродови су имали по 50-ак веслача. Када се појавила Минојска цивилизација градова-палата на Криту, цивилизација на Кикладима је пала у заборав, са изузетком острва Делос које је задржало значај светилишта током целе антике.
Стара Кикладска цивилизација развијала се од 3000. године п. н. е. Њена прва фаза је била култура Грота-Пелос, коју је наследила култура Керос-Сирос. Средња Кикладска цивилизација наступила је око 2500. године п. н. е. У доба касне Кикладске цивилизације (око 2000. године п. н. е), постојало је блиско преплитање Кикладске и Минојске цивилизације.
Тукидид и Херодот су првобитне становнике Киклада звали Лелези. Писали су да они потичу из југозападне Мале Азије, т. ј. области познате као Карија. Док Тукидид тврди да их је потиснуо митски краљ Минос, Херодот каже да су то били Јонци и Дорци.
Термин Кикладска цивилизација се појављује око 1880. године када британски истраживачи почињу ископавања на гробљима на неколико острва. Највише налаза потиче од грнчарије која је одиграла велику улогу у прављену хронологије и поделе на периоде ове културе због промена у стилу и материјалима од којих се израђивала. Ова цивилизација је израђивала и фигуре-идоле, али само њихово значење остаје мистерија јер археолози процењују да је преко 90% фигура украдено како би се продале на црном тржишту. Најстарија позната мермерна кикладска скулптура пронађена је на острву Салиагос и процењује се да датира 5.000 година п. н. е. Названа је Дебела дама због тога што представља пунији женски лик са прекрштеним рукама на стомаку и налази се у Археолошком музеју на острву Парос.